# 希波吕托斯 (神话)
希波呂托斯（英語：Hippolytus）古罗马神话职司森林以及狩猎的神祇之一。它作为古罗马人所崇拜与供奉的众多神祇之一发挥影响并产生作用，其相关事迹亦在古罗马得到广泛流传与传播。具有重要地影响与积极意义。